# 츠치커우역 (베이징 지하철)
츠치커우역(중국어: 磁器口站)은 중국 베이징시 둥청구 충원먼와이 가도·체육관로 가도·톈탄 가도 접경의 충원먼 외대가·주스커우 동대가·광취먼 내대가의 교차로에 위치한 베이징 지하철 5호선과 7호선의 환승역이다. 5호선역은 2007년 10월 7일, 7호선역은  2014년 12월 28일 개장했다.

## 위치
이 역은 충원먼 외대가와주스커우 동대가·광추먼 내대가 교차로에 위치한다.

## 역 구조

### 층별 구조
| 지면층                             | 가도                            | A－H출입구                              |
| 지하 1층 5호선 대합실 층           | 대합실                          | 보안 검사, 티켓 발매기, 고객센터 등     |
| 지하 2층 5호선 승강장 7호선 대합실 | 대합실                          | 보안 검사, 티켓 발매기, 고객센터 등     |
| 지하 2층 5호선 승강장 7호선 대합실 | ←                               | ■ 5호선 톈퉁위안베이 방면(충원먼)       |
| 지하 2층 5호선 승강장 7호선 대합실 | 섬식 승강장, 왼쪽 출입문이 열림 |                                         |
| 지하 2층 5호선 승강장 7호선 대합실 | →                               | ■ 5호선 쑹자좡 방면(톈탄둥먼)           |
| 지하 3층 7호선 승강장              | ←                               | ■ 7호선 베이징 서역 방면(차오완)        |
| 지하 3층 7호선 승강장              | 섬식 승강장, 왼쪽 출입문이 열림 |                                         |
| 지하 3층 7호선 승강장              | →                               | ■ 7호선 유니버설리조트 방면(광취먼네이) |

### 위치

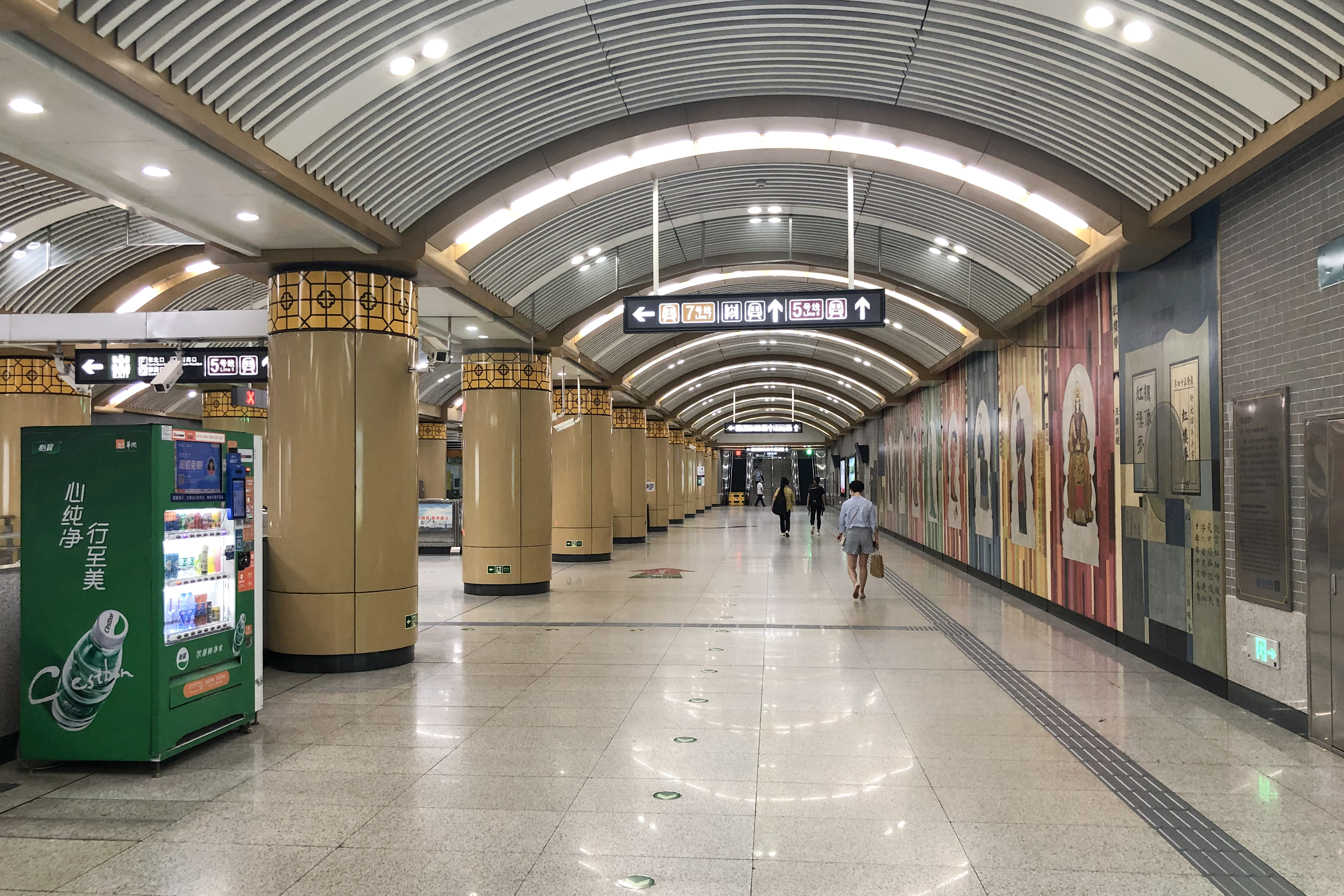
츠치커우역 7호선 대합실 (2020년 7월)

5호선 대합실은 충원먼 외대가 지하에 위치하고 있으며, 동쪽으로 환승통로가 있다. 7호선 대합실은 광추먼 내대가 지하에 의치해 있으며, 서쪽으로는 2개의 양방향 에스컬레이터 및 계단을 통래 5호선 대합실과 연결되어 있으며, 북쪽에는 리화지(李化吉), 천샤오린(陈晓林), 천다스(陈达什) 작의 《홍루몽(红楼梦)》 테마 벽화가 있다.

### 승강장

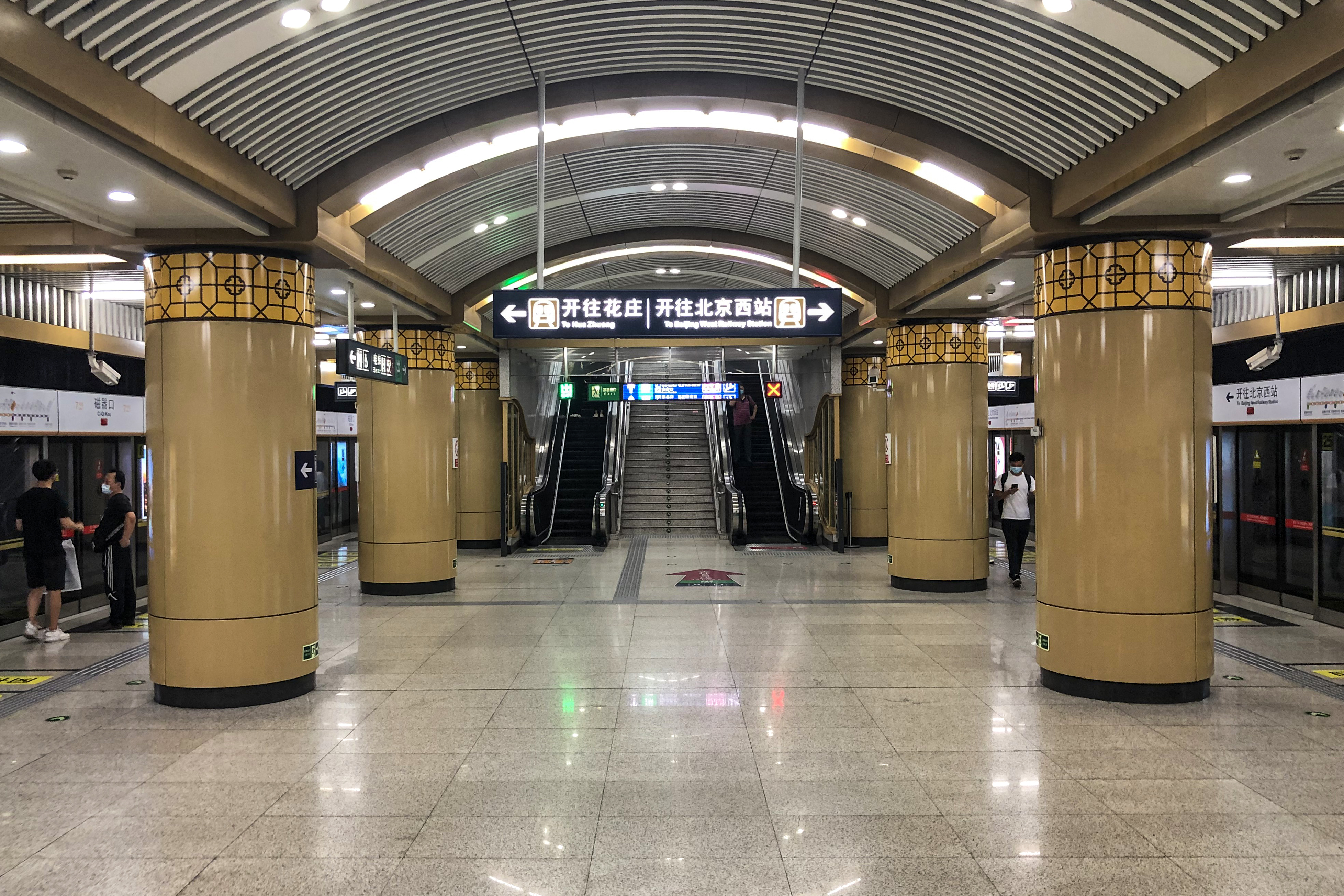
7호선 승강장 (2020년 7월)

5호선 승강장은 충원먼 외대가 아래에 섬식 승강징으로 이루어졌다. 7호선 승강장은 광추먼 내대가 아래에 섬식 승강장으로 이루어졌으며, 선로는 5호선 승강장 아래에 있다. 7호선 승강장 동쪽 끝에 회차선이 있고, 본역 남동쪽 사분면 공간에는 5호선과 7호선간의 연결선이 있다.

## 출구
5호선 츠치커우 역은 A,D의 2개 출구가 있으며, 7호선 츠치커우 역은 F,G,H의 3개 출구가 있다.
|                                          |                                                                         |      |             |
|                                          |                                                                         |      |             |
| 출구                                     | 출구 인근                                                               | 사진 | 무장애 시설 |
| 出口 · A                                 | 주스커우 동대가(북측), 신청 문화빌딩                                    |      |             |
| 出口 · D                                 | 주스커우 동대가(남측), 츠치커우 대가                                    |      |             |
| 出口 · F · 1                             | 광추먼 내대가(북측), 충원먼 외대가                                      |      |             |
| 出口 · G                                 | 광추먼 내대가(남측), 충원먼 외대가, 스반 거리, 난허차오 거리, 신위 가원 |      |             |
| 出口 · H                                 | 광추먼 내대가(남측), 베이징 대도시빌딩                                  |      |             |
| 아이콘 설명: 엘리베이터 \| 휠체어 리프트 |                                                                         |      |             |